# Nurek

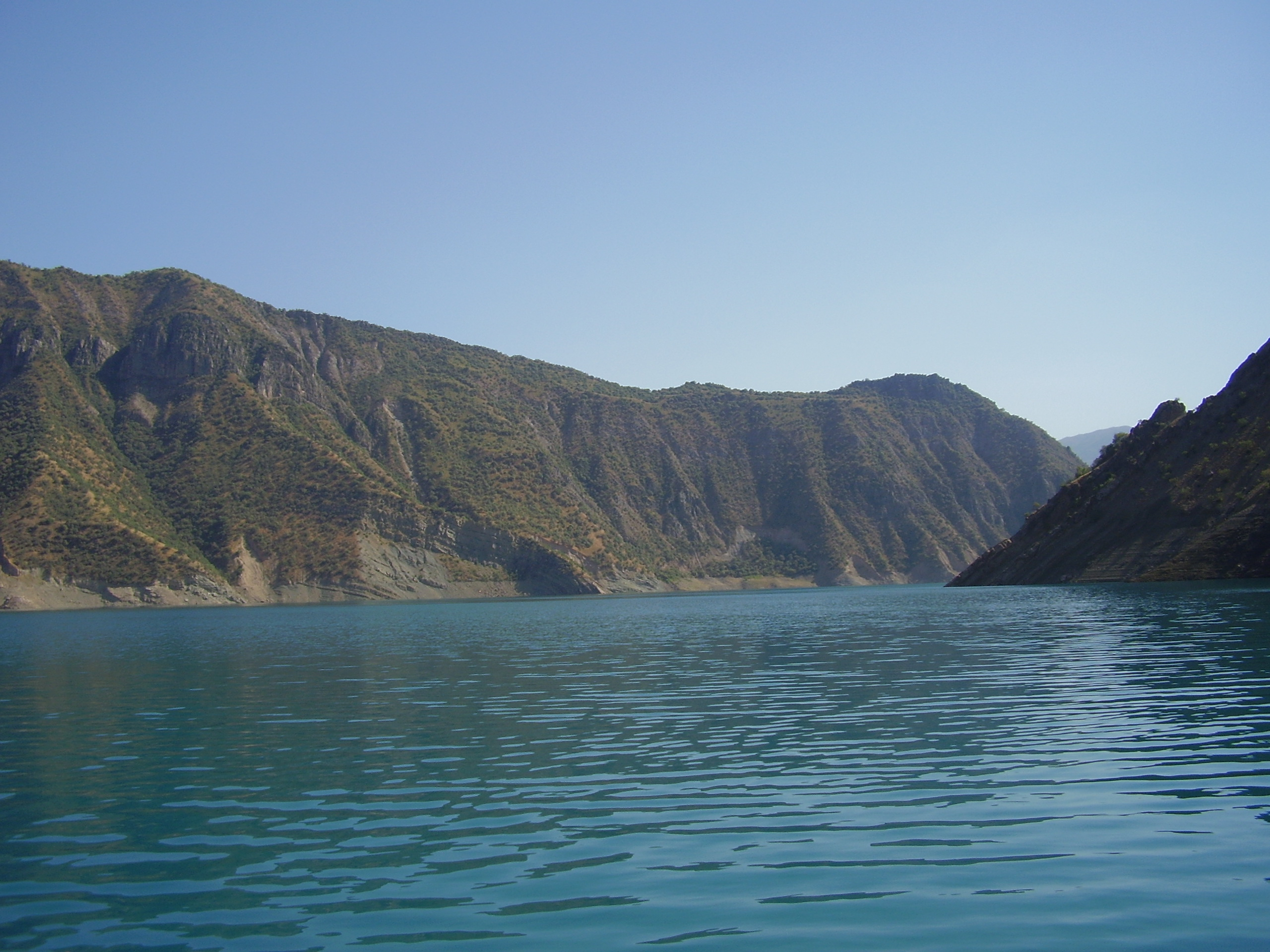
Vattenmagasinet i juli 2007

Nurek, eller Norak, är en ort (38°23′20″N 69°19′10″Ö / 38.38889°N 69.31944°Ö) med 18 950 invånare (uppskattning från 2008) vid floden Vachsj i Tadzjikistan. Nurek är även namnet på en damm i floden vid orten. Med sina 304 fallmeter var den världens högsta damm år 2013. Nurekdammen stod färdig 1980. Vattenkraftverkets nio turbiner har en total effekt på 3 015 MW.

## Vattenkraft
Dämningen i Nurek, som är en av världens högsta, dämmer upp floden    Vachsj. Det finns fem kraftverk i floden och ytterligare fyra planeras, varav det vid Rogun blir större än Nurek. Kraftverksdammen är 70 kilometer lång och har en yta på 98 km².
Fyllningsdammen, som har en kärna av betong, började byggas år 1961. Den första turbinen startades år 1972, och den sista 7 år senare. Uppskattningsvis 5 000 personer tvingades flytta från den nu översvämmade dalen. Kraftverket drivs av statliga Barqi Tojik. 
År 2019 började en renovering och utbyggnad av kraftverket. Tre av turbinerna skall bytas ut och därmed kan effekten ökas till 3 300 MW. Projektet beräknas vara klart år 2023.
Dammen används också för bevattning av omkring 650 000 hektar jordbruksmark.